# Weteringschans
Weteringschans este o stradă din centrul orașului Amsterdam, care face legătura între Leidseplein și Frederiksplein. Strada a fost numită în anul 1872 și numit după Weteringpoort și Boerenwetering (precum Weteringbuurt și Weteringplantsoen).

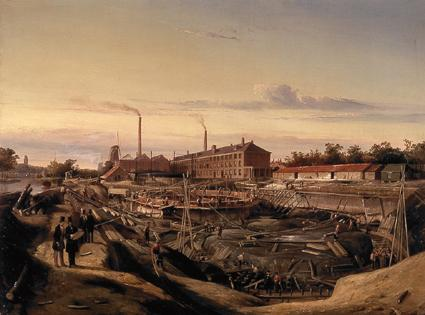
Construcția a două rezervoare de gaz ale Hollandsche Gazfabriek pe Schans, Cornelis Springer, 1847

Weteringschans, care a fost numită Schans până în 1850, a fost construit între 1820 și 1840 pe locul unde se aflau zidurile orașului. Porțiunea Schans dintre Haarlemmerplein și Leidseplein a fost denumită în anul 1872 Marnixstraat și porțiunea dintre Frederiksplein și Nieuwe Vaart a fost denumită Sarphatistraat.
Weteringschans este intersectat pe la jumătatea sa de Vijzelgracht. Acolo se află un sens giratoriu care se bifurcă în două ramuri: Eerste și Tweede Weteringplantsoen. Sensul giratoriu este numit Weteringcircuit.

## Clădiri
Printre clădirile celebre de-a lungul Weteringschans sunt teatrul De Balie, sala de concerte Paradiso și Gimnaziul Barlaeus.
Pe strada adiacentă Kleine-Gartmanplantsoen 6-11 s-a aflat o închisoare, care a fost construită în 1850 și desființată în 1979; aici au fost deținuți membrii Rezistenței Olandeze din cel de-al Doilea Război Mondial, plus alți inamici ai regimului nazist, inclusiv Anne Frank. Începând din anii 1990 se află o fațadă neo-clasică cu pilaștri prin care se ajunge în Max Euweplein, unde este se află casinoul Lido deținut de Holland Casino.
Pe malurile Singelgracht, pe Weteringschans 12-24, sunt patru vile din secolul al XIX-lea. În vila de la nr. 22 au locuit Mathilde Willink și designerul de modă Frank Govers.
În dreptul Museumbrug (podul 82), vizavi de Rijksmuseum, pe locul unor vile din secolul al XIX-lea, care au fost demolate, demolate al 19-lea vile, se află doua clădiri moderne de birouri, poreclite Peper & Zout (Piper & Sare) de către arhitectul Frans van Gool. Pe locul unde a fost demolat în anii 1980/1981 clădirea înghesuită de Grote Wetering, în colțul dintre Spiegelgracht / Weteringschans 81-89, a fost ridicat un complex masiv de birouri.
Între Weteringschans 28 și 34 se află o mare parte a Eerste Weteringplantsoen, cu aleea Kronkelpad numită în onoarea lui Simon Carmiggelt. Aici, pe Weteringschans 30, în dreptul Weteringpoortbrug (Podul nr. 90), este Commiezenhuisje, construită în 1848 ca o casă vamală și care adăpostește astăzi o stație de pompare. Anterior aici s-a aflat începând din secolul al XVII-lea Weteringpoort.

## Transport
Liniile de tramvai 7 și 10 trec pe Weteringschans.
Prima linie de tramvai din Amsterdam a ajuns în 1875 pe Weteringschans. Aceasta a fost linia de tramvai cu cai Leidscheplein – Plantage, care venea din Weteringschans și se îndrepta către Sarphatistraat. După electrificarea liniilor de tramvai în 1903 trec pe aici liniile de tramvai 7 și 10. În 1953 intersecția a fost înlocuită de un sens giratoriu, pe unde trece linia de tramvai 16.

## Clădiri renumite de pe Weteringschans

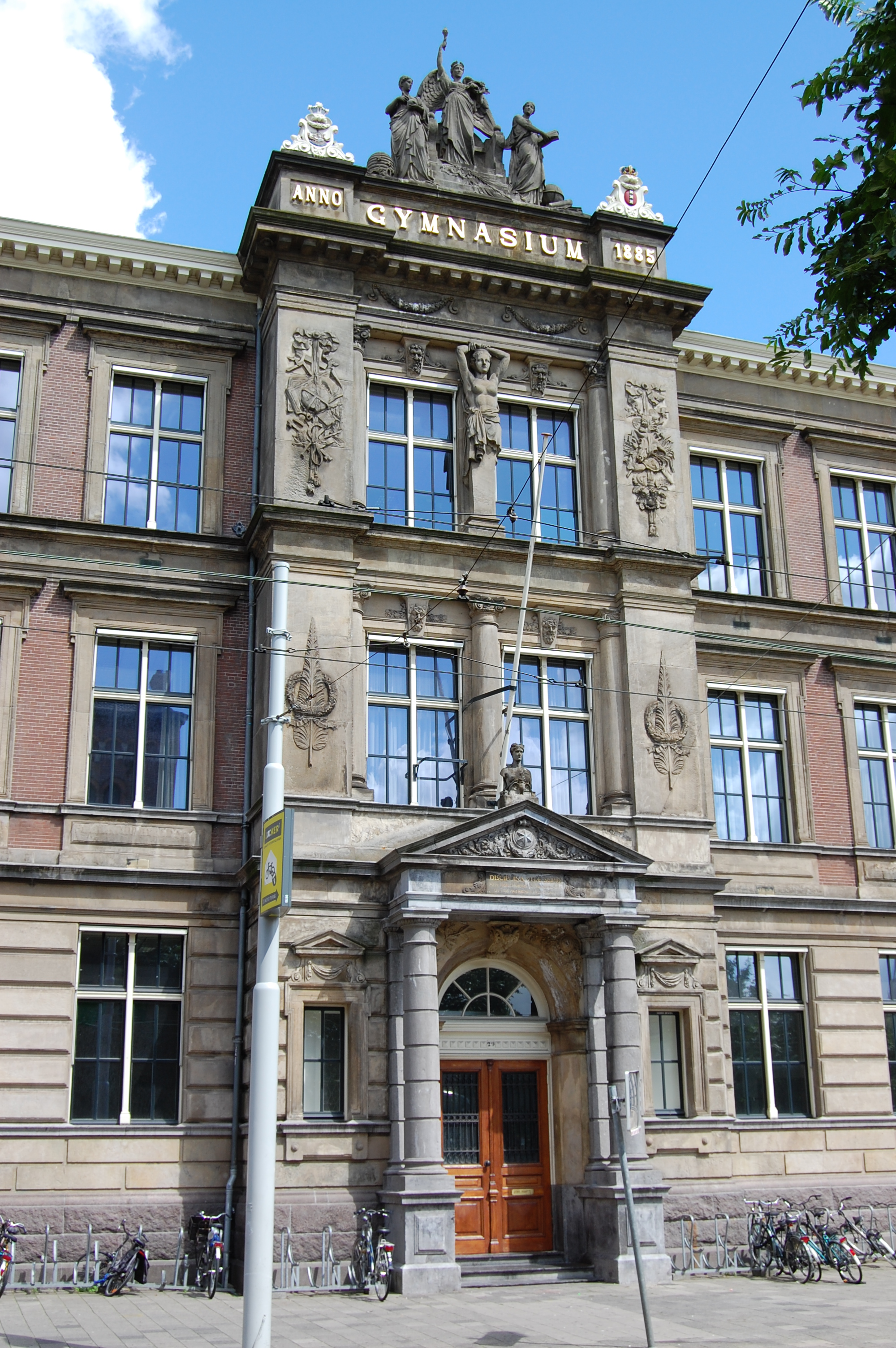
Gimnaziul Barlaeus
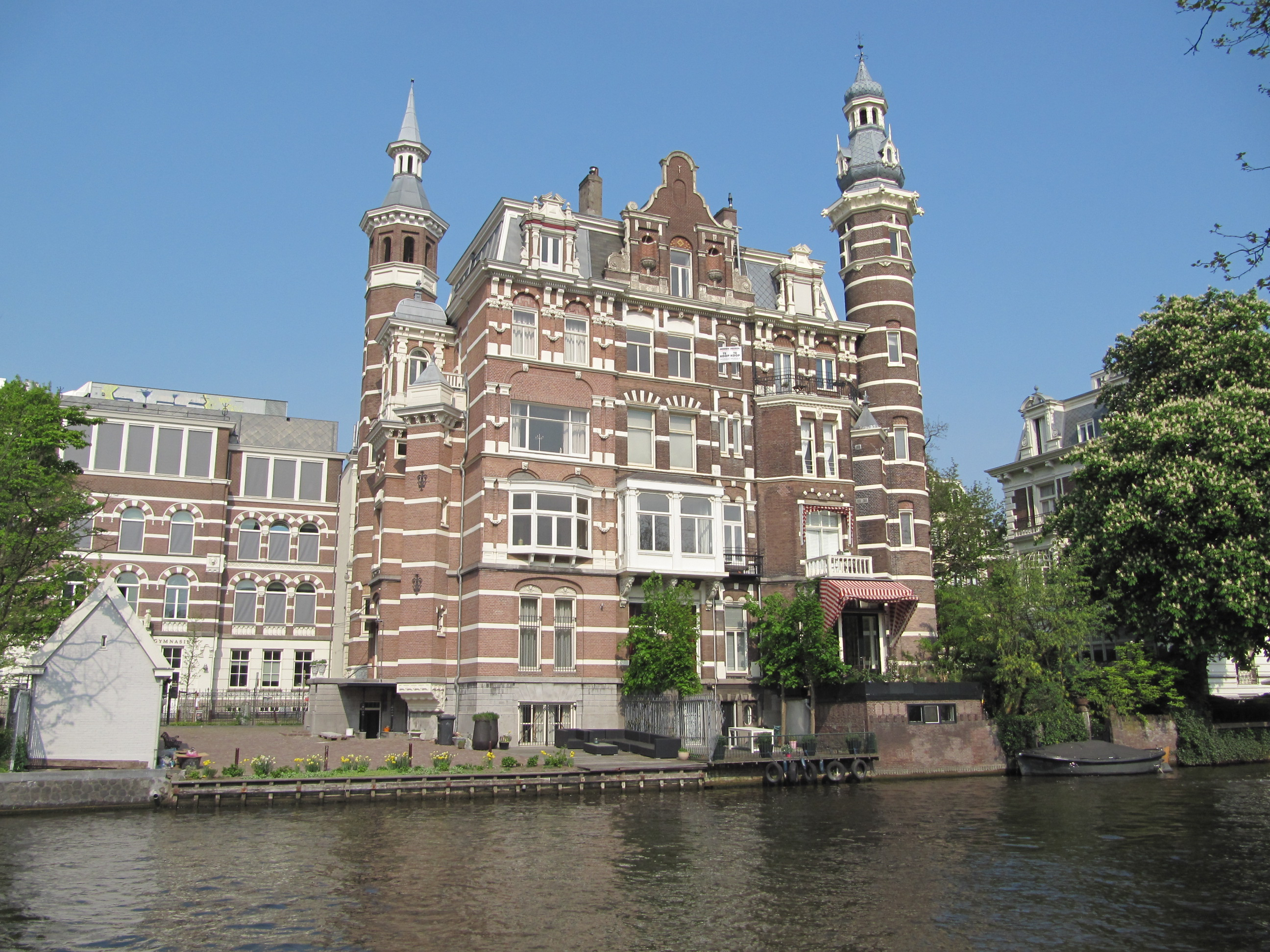
Weteringschans 10
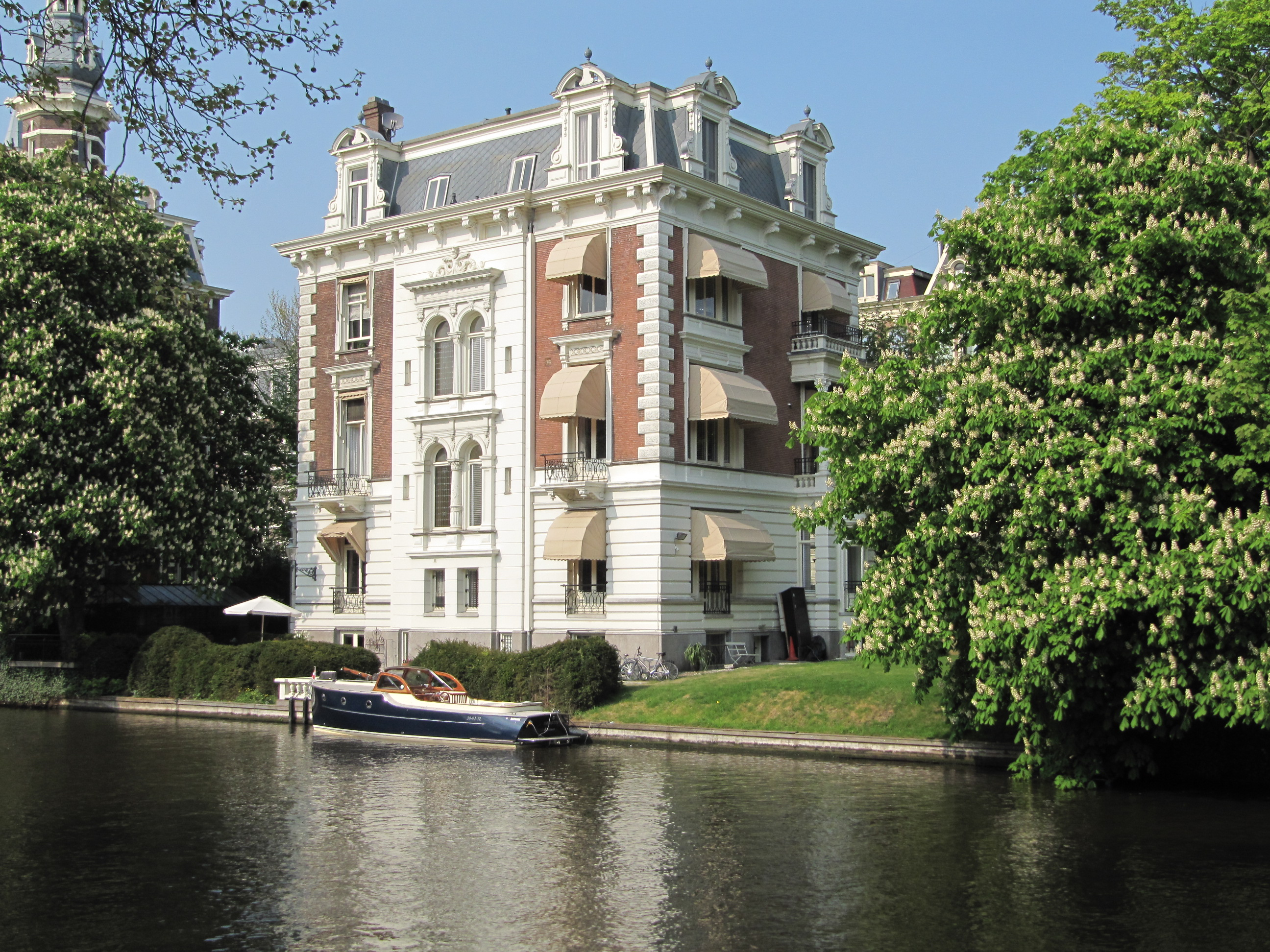
Weteringschans 16
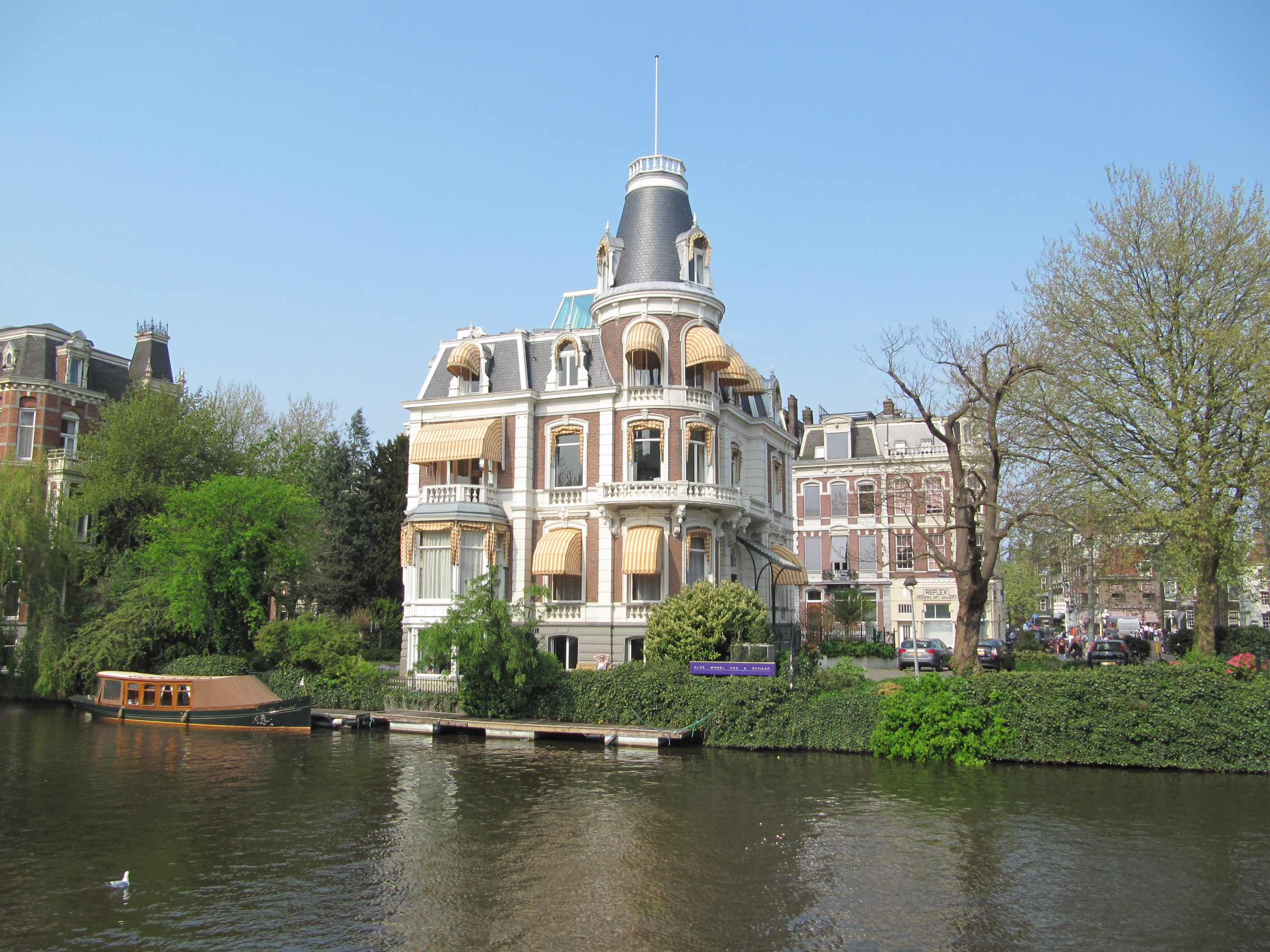
Weteringschans 24